# 1594 в Україні

## Пам'ятні дати та ювілеї
- 650 з часу початку походу київського князя Ігора І Рюриковича на Константинополь та укладення Русько-візантійського мирного договору з імператором Романом I Лакапіном у 944 році за яким руським купцям дозволялось безмитно торгувати в Царгороді за зобов'язання захисту візантійських володінь у Криму;
- 625 років з часу початку другого Балканського походу київського князя Святослава у 969 році.
- 575 років з початку правління Ярослава Мудрого, Великого князя Київської  Русі у 1019 році.
- 500 років з часу у 1094 році:
  - захоплення  Олегом Святославичем з підтримкою половців Чернігова. Він розплатився зі своїми половецькими союзниками, віддавши їм Тмутороканське князівство, яке надалі в літописах не згадується.
- укладення миру Великим князем київським Святополком II Ізяславичем миру з половцями. Він узяв у дружини дочку Тугоркана, хана половецького;
- 450 років з часу у 1144 році:
  - створення Галицького князівства та перенесення князем Володимирком столиці до Галича. У місті спалахнуло повстання проти його правління, яке Володимирко придушив.
  - створення Галицького (Крилоського) Євангелія — однієї з найдавніших книжних пам'яток Київської Русі;
- 425 років з часу захоплення й розорення Києва об'єднаним військом 12 руських князів, очолюваним Андрієм Боголюбським у 1169 році.
- 400 років з часу переходу київського престолу перейшов до Рюрика Ростиславича після смерті Святослава Всеволодовича у 1194 році.;
- 350 років з часу перемоги Данила Галицького біля Мостищ над військом Ростислава Михайловича, претендента на галицький престол у 1244 році.
- 325 років з часу початку правління князя Володимира Васильковича (сина Василька Романовича, брата Данила Галицького) на Волині у 1269 році.
- 150 років з часу надання Магдебурзького права місту Житомиру у 1444 році.
- 125 років з часу надання Магдебурзького права місту Бібрці у 1469 році.
- 25 років з часу у 1569 році:
  - укладення Люблінської унії;
  - надання Магдебурзького права місту Яворову.

### Видатних особистостей

#### Померли
- 100 років з дня смерті у 1494 році:
  - Юрія Михайловича Донат-Котермака, український філософ, астроном, уродженець міста Дрогобич, в 1481—1482 роках ректор Болоньського університету, в 1487—1494 роках професор Ягеллонського університету в Кракові, викладач Миколи Коперника;

## Події
- початок повстання під проводом Северина Наливайка;
- вперше за свою історію Військо Запорозьке стало повноправним учасником міжнародної коаліції, уклавши договір із «Священною лігою» щодо спільної боротьби проти Османської імперії;
- бій запорожців Богдана Микошинського та Федора Полоуса з турецько-татарськими силами, наліт на Очаків на чайках;
- татарські набіги на міста Бурштин, Долина, Снятин, Калуш, Іване-Золоте, Тлумач, Сколе та їх знищення (липень).

## Особи

### Народились
- 1 квітня — Томаш Замойський — державний діяч Речі Посполитої, воєвода подільський (1618–1619) і київський (1619–1628). Ординат замойський (1605–1638). Староста книшинський, сокальський, новоторзький, рабштинський, калуський, ґоньондзький і річицький (помер у 1638 році);
- 4 серпня — Олександр Людовик Радзивілл — князь, державний діяч Великого Князівства Литовського, Речі Посполитої, староста слонімський, упіцький, брацлавський, шадовський, нововільський, юрборський, адміністратор шавельський та олицький.[1] (помер у 1654 році);

### Померли
- 12 жовтня — Смотрицький Герасим Данилович — руський письменник, педагог з Поділля. Представник дрібної шляхетської родини Смотрицьких, батько Мелетія, Степана Смотрицьких;

- Олександр Роман Вишневецький — русько-литовський магнат, князь гербу Корибут, значний політичний та військовий діяч Речі Посполитої (народився у 1560 році);
- Ісаак Троцький — караїмський теолог-полеміст, письменник (народився у 1533 році);

## Засновані, створені
- закладення замку у місті Жовква.
- Коломиці